# Прохоренков, Алексей Алексеевич
Алексей Алексеевич Прохоренков (укр. Олексій Олексійович Прохоренков; 21 октября 1971, Дятьково, Брянская область, РСФСР, СССР) — советский, украинский и российский футболист, играл на позиции нападающего.

## Карьера
Воспитанник ХОСШИСП Харькова. В 1990 году начал свою профессиональную карьеру в клубе Днепр (Черкассы). В июле 1994 года перешёл в тернопольскую «Ниву». В сентябре 1995 года выступал за «Кристалл» Чортков. В апреле 1996 года покинул клуб, а затем несколько месяцев играл в китайской команде. В начале 1997 года вернулся на Украину, где играл за команду «Явор» (Краснополье), успешная игра в клубе привлекла внимание многих. В декабре 1997 года переехал в Россию, где подписал контракт с московским «Динамо», за который дебютировал 11 июня 1998 года в домашнем матче 11-го тура против «Ростсельмаша», выйдя на 72-й минуте на замену Лаки Изибору. Провёл 5 матчей, все выйдя на замену, играл в основном за фарм-клуб. Летом 1999 года перешёл в литовский «Жальгирис» Каунас, который в 2000 году изменил свое название на «Каунас». В начале 2003 года был игроком сумского «Спартака», где и завершил профессиональную карьеру. Далее в течение года играл за любительский клуб «Локомотив» из Купянска.